# Sheldon J. Plankton
Sheldon James Plankton Jr. vagy csak simán Plankton a SpongyaBob Kockanadrág című rajzfilmsorozat szereplője, a sorozat főgonosza. Eredeti hangja Mr. Lawrence; magyar hangja Vizy György, majd a mozifilmtől és a negyedik évadtól  Németh Gábor, majd ideiglenesen a tizennegyedik évad második felétől a tizenhatodik évadig Galbenisz Tomasz. Először a Plankton! című epizódban jelent meg.

## Karaktere
Plankton a sorozat főgonosza, aki Rák úr éttermével szemben nyitott éttermet, ám a pocsék ételek miatt szinte senki sem jár oda. Ez a legfőbb oka annak, hogy meg akarja szerezni a herkentyűburger titkos receptjét, amivel fellendítheti az éttermét, de néha világuralmi terveket is dédelget.
Rák urammal már legalább 20 éve ellenségeskednek, de kezdetben még barátok voltak. Ketten együtt úgy döntöttek, hogy nyitnak egy éttermet, ám a hamburgerük pocsék ízű volt, és mindkettejük saját módon akarta átalakítani a receptet, ezen azonban össze is vesztek. Emiatt Plankton sértődötten elrohant, és becsapta maga után az ajtót. Ám ettől a rázkódástól valami beleesett abba az üstbe, amiben éppen a szokásos pocsék hamburgert készítették. Ekkor az üstben váratlanul létrejött a herkentyűburger, ami hatalmas sikert aratott.
Plankton a Veszélyes Vödör című étterem tulajdonosa, ez az étterem az otthona is. Mivel szinte senki sem jár ide, minden tőle telhetőt megteszi az étterem fellendítéséért.
Planktonnak nincs egy barátja sem, habár a Móka című epizódban összebarátkozott Spongyabobbal.
Van egy kiskedvence Folt, egy amőba. Folt egyszer megellett és többezer ivadékot hozott világra.

## Családja
Plankton családjának több mint 10.000 tagja van, legtöbbjük vidéki. Tőlük tudták meg a nézők, hogy Plankton neve Sheldon J. Plankton.

### Karen
Karen egy szuperszámítógép, ő Plankton felesége (angolul W.I.F.E. ami jelen esetben a Wired Integrated Female Electroencephalograph rövidítése). Kezdetben még egy monitor volt, később már képes volt robot formájában mozogni. Általában ő adja a zseniális ötleteket a hely fellendítéséhez és a titkos recept ellopásához, ám ezeket Plankton később a saját terveiként emlegeti. Karen az angol verzióban közép-nyugat-amerikai akcentussal beszél.